# Старовская волость
Старовская волость — волость в составе Егорьевского уезда Рязанской губернии. Административным центром волости была деревня Старая.

## Состав
На 1885 год в состав Старовской волости входило 1 село и 17 деревень.
| Вид     | Наименование | Население, чел. (1885 год) | Население, чел. (1905 год) |
| ------- | ------------ | -------------------------- | -------------------------- |
| деревня | Старая       | 762                        | 1019                       |
| деревня | Лыщиково     | 508                        | 588                        |
| село    | Красное      | 53                         | 157                        |
| деревня | Красное      | 198                        | 278                        |
| деревня | Вершина      | 109                        | 174                        |
| деревня | Чертовиха    | 93                         | 125                        |
| деревня | Тарханово    | 273                        | 334                        |
| деревня | Дорофеевская | 724                        | 755                        |
| деревня | Слобода      | 326                        | 434                        |
| деревня | Велино       | 300                        | 342                        |
| деревня | Дылдино      | 180                        | 250                        |
| деревня | Зворково     | 802                        | 818                        |
| деревня | Кузнецы      | 250                        | 304                        |
| деревня | Верещагино   | 127                        | 188                        |
| деревня | Бекетовская  | 204                        | 287                        |
| деревня | Каменница    | 199                        | 287                        |
| деревня | Филисово     | 298                        | 403                        |
| деревня | Кобелево     | 240                        | 316                        |

## Землевладение
Население составляли 19 сельских общин — все бывшие помещичьи крестьяне. Все общины имели общинную форму землевладения. Землю делили по ревизским душам. Луга и лес делили в основном ежегодно.
Домохозяева, имевшие арендную землю, составляли около 28 % всего числа домохозяев волости.

## Сельское хозяйство
Земля в волости была посредственная, почва песчаная, местами глинистая или наилистая. Луга были лесные, полевые или болотистые, с плохой травой. Лес в большинстве общин дровяной, в некоторых имелся строевой. Крестьяне сажали рожь, гречиху и картофель. Овёс не сеяли. Топили дровами и сучьями большей частью из своего леса.

## Местные и отхожие промыслы
Основными местными промыслами были ткание нанки и мотание бумаги. В 1885 году тканием нанки занимались 721 мужчина и 915 женщин, бумагу мотали 220 мужчин и 341 женщина. Всего местными промыслами занимались 1160 мужчин и 1269 женщин.
Отхожие промыслы были не так значительны. В 1885 году на заработки уходили 363 мужчины и 49 женщин. Большинство из них были торговцы и содержатели различных заведений (120 человек). Уходили в основном в Московскую и Владимирскую губернии.

## Инфраструктура
В 1885 году в волости имелось 6 ветряных мельницы, 2 рушалки, 1 маслобойня, 1 шерстобитня, 4 красильни, 1 галандрия, 2 кузницы-слесарни, 4 обыкновенных кузниц, 1 дегтярное заведение, 2 овчинных, 1 трактир, 4 питейных заведения, 3 чайных, 1 хлебная и 11 мелочных лавок, 1 лавка красных товаров и 1 амбар. Школа имелась в селе Красном. Некоторые общины имели своих учителей.